# Slingeruurwerk (sterrenbeeld)

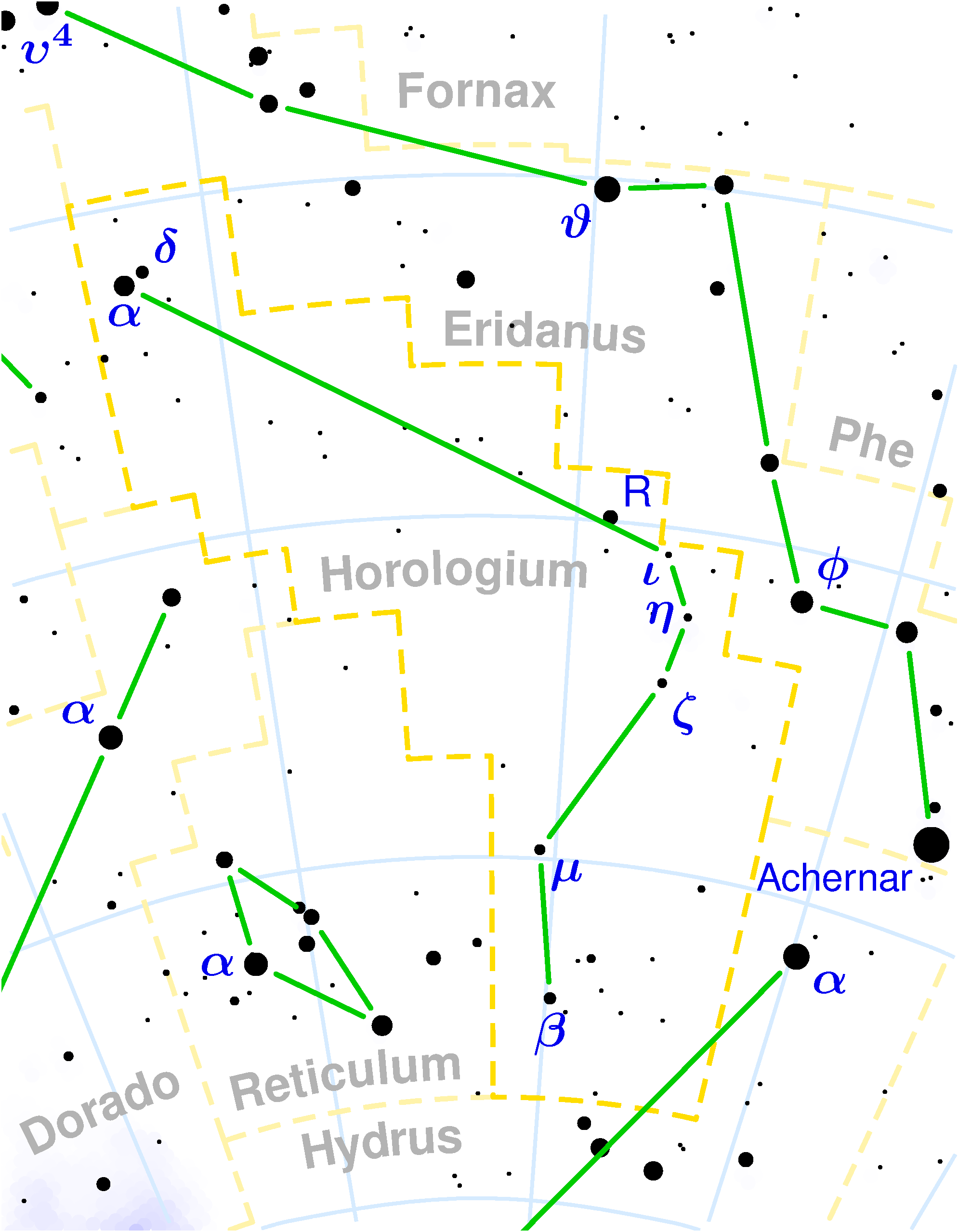
Kaart van het sterrenbeeld Slingeruurwerk.

Slingeruurwerk (Horologium, afkorting Hor) is een onopvallend sterrenbeeld aan de zuiderhemel, liggende tussen rechte klimming 2u12m en 4u18m en tussen declinatie −40° en −67°. Het is vanaf de breedte van de Benelux niet te zien.
Het sterrenbeeld werd in 1752 ingevoerd door Lacaille. De oorspronkelijke benaming was Horologium Pendulum.

## Sterren
Het sterrenbeeld bevat geen heldere sterren, de helderste, alpha Horologii, heeft magnitude van 3,86.
Verder bevindt NGC 1135 (een spiraalvormig sterrenstelsel) zich in het sterrenbeeld.

## Aangrenzende sterrenbeelden
(met de wijzers van de klok mee)
- Eridanus
- Kleine Waterslang (Hydrus)
- Net (Reticulum)
- Goudvis (Dorado)
- Graveerstift (Caelum)